# .hu
.hu — в Інтернеті, національний домен верхнього рівня (ccTLD) для Угорщини.

## Домени 2-го та 3-го рівнів
В цьому національному домені нараховується близько 15,900,000 вебсторінок (станом на січень 2007 року).
У наш час використовуються та приймають реєстрації доменів 3-го рівня наступні доменні суфікси (відповідно, існують такі домени 2-го рівня):
| Суфікс   | Регламентовані користувачі                                            |
| -------- | --------------------------------------------------------------------- |
| .asn.hu  | Асоціації та неприбуткові організації                                 |
| .co.hu   | Комерційні установи, корпорації                                       |
| .edu.hu  | Наукові та дослідницькі установи, коледжі, університети або інститути |
| .fam.hu  | Родини, приватні особи                                                |
| .gov.hu  | Державні та урядові установи                                          |
| .info.hu | Вебмайданчики інформаційного змісту                                   |
| .net.hu  | Провайдери, організації, пов'язані з мережами                         |
| .or.hu   | Неприбуткові, неурядові організації                                   |
| .org.hu  | Неприбуткові, неурядові організації                                   |
| .priv.hu | Родини, приватні особи                                                |